# Unturned
Unturned é um jogo de sobrevivência, gratuito para jogar de temática zumbi, foi desenvolvido pela Smartly Dressed Games e publicado pela mesma no PC e foi publicada pela 505 Games nos consoles.

## Jogabilidade
O jogo começa posicionando o jogador em um mapa da escolha deste; pode ser Prince Edward Island, Yukon, Washington, Russia, Germany, Greece, Alpha Valley ou um mapa personalizado construído pela comunidade. Sem possuir nada, os jogadores devem encontrar armas para sobreviver contra os zumbis, como também encontrar suprimentos para evitar morrer de fome, sede, doença, ou no caso do mapa Yukon, frio. O jogo possui três níveis de dificuldade, com um adicional sendo um pacote de expansão premium:
1. Easy: geração de loot maior do que na dificuldade normal;
2. Normal: nada adicionado ou subtraído;
3. Hardcore: remoção de parte da GUI, e várias coisas tornadas mais difíceis;
4. Gold (pago, $5 USD, 10.49R$ BRL): taxa de geração de loot aumentada, ganho de experiência dobrado e desbloqueio de opções cosméticas para o personagem e a interface.

Conforme o jogador avança no jogo, ele ganha pontos de experiência por matar zumbis ou coletar recursos, podendo usar estes pontos para aumentar habilidades. Essas habilidades podem afetar coisas simples, como causar mais dano, seja com arma melee ou ranged, ou aumentar a vitalidade, diminuindo a taxa em que o jogador desidrata ou esfomeia.

## Modo Online
O jogo possui um modo online no qual você pode jogar em servidores criados por outros jogadores, muitos destes tem kits (/kits).
Há um modos diferenciados além da proposta do jogo que é a sobrevivência, como modo arena (tanto um modo normal quanto diferenciados, entre eles, PaintBall.) PvP frenético, e um modo que vem crescendo chamado RolePlay. 
1. No modo paintball você está em mapa em que seu objetivo é atirar em todos.
2. No modo arena você está em um mapa normal que vai diminui de tamanho conforme passa o tempo no estilo do jogo H1Z1.